# Дмитровка (Теофипольский район)
Дмитровка (укр. Дмитрівка) — село в Теофипольском районе Хмельницкой области Украины.
Население по переписи 2001 года составляло 236 человек. Почтовый индекс — 30608. Телефонный код — 3844. Занимает площадь 0,876 км². Код КОАТУУ — 6824783203.

## Местный совет
30609, Хмельницкая обл., Теофипольский р-н, с. Кунча, ул. Данилюка, 92